# 條紋原黑麗魚
條紋原黑麗魚，為輻鰭魚綱鱸形目隆頭魚亞目慈鯛科的其中一種，分布於非洲馬拉威湖流域，體長可達11.3公分，棲息在岩石底質的淺水域，生活習性不明，以岩石上的附著生物為食，可做為觀賞魚。

## 擴展閱讀
維基物種上的相關：條紋原黑麗魚